# Municipio de Little Texas (condado de Craighead)
El municipio de Little Texas (en inglés: Little Texas Township) es un municipio ubicado en el condado de Craighead en el estado estadounidense de Arkansas. En el año 2010 tenía una población de 198 habitantes y una densidad poblacional de 1,41 personas por km².

## Geografía
El municipio de Little Texas se encuentra ubicado en las coordenadas 35°46′2″N 90°56′34″O / 35.76722, -90.94278. Según la Oficina del Censo de los Estados Unidos, el municipio tiene una superficie total de 140.84 km², de la cual 140,08 km² corresponden a tierra firme y (0,54 %) 0,76 km² es agua.

## Demografía
Según el censo de 2010, había 198 personas residiendo en el municipio de Little Texas. La densidad de población era de 1,41 hab./km². De los 198 habitantes, el municipio de Little Texas estaba compuesto por el 92,93 % blancos, el 2,53 % eran afroamericanos, el 4,55 % eran de otras razas. Del total de la población el 8,59 % eran hispanos o latinos de cualquier raza.